# Windows Ultimate Extras
Windows Ultimate Extras is een uitbreiding voor Windows Vista Ultimate en is niet beschikbaar voor andere versies van Vista. Deze uitbreiding volgt Microsoft Plus! op en werkt niet onder Windows 7. De uitbreiding is te downloaden via Windows Update.

## Tinker
In september 2008 werd Tinker gelanceerd, waarbij er dozen en boxen moeten verplaatst worden om zo items te bemachtigen en verder te komen. Het is deels gebaseerd op een puzzelspel.

### Geluidsschema
Microsoft heeft ook geluiden uit Tinker gelanceerd voor Vista.
Met geluidenschema's wordt alle geluiden uit Windows bedoeld. Geluiden voor afsluiten, afmelden, afdrukken, foutmeldingen en veel meer.

## Microsoft Dreamscene
In februari 2007 heeft Microsoft Dreamscene gelanceerd.
In Windows kon je altijd alleen een afbeelding als achtergrond instellen.
Microsoft heeft er nu voor gezorgd dat Vista Ultimate-gebruikers ook video's als achtergrond kunnen instellen. Het geluid van de filmpjes staat standaard uit, maar dat kan ook aan.

### Dreamscene-inhoudpakketten
Nadat Microsoft Dreamscene heeft gelanceerd zijn er ook inhoudpakketten gelanceerd.
Hierin zaten filmpjes die Microsoft heeft geselecteerd zodat je die als achtergrond kan instellen.
In pakket 4 zitten ook High Definition-filmpjes. Dit zijn filmpjes in zeer hoge kwaliteit.

## Hold 'Em Pokerspel
Hold 'Em Pokerspel is een pokerspel.

## BitLocker
BitLocker is een programma bedoeld om harde schijven te versleutelen. BitLocker werkt alleen als je een daarvoor bedoelde BitLocker-USB-key hebt. Op deze USB-stick staat namelijk een stukje software waardoor BitLocker weet hoe hij de harde schijf kan versleutelen/ontsleutelen. BitLocker is ook aanwezig in Windows 7.